# Sara Martins
Sara Martins (Faro, 19 augustus 1977) is een Frans-Portugees actrice van Kaapverdiaanse komaf.
Ze studeerde aan het Conservatoire national supérieur d'art dramatique (CNSAD) en speelde in vele Franse films, series en in het theater. Ze is vooral bekend van haar rol als Detective Sergeant Camille Bordey in vier seizoenen van de Britse detectiveserie Death in Paradise.

## Filmografie

### Films
| Jaar | Titel                                 | Rol              | Opmerkingen   |
| ---- | ------------------------------------- | ---------------- | ------------- |
| 2002 | Les Amateurs                          | Maya             |               |
| 2002 | Merguez, panini, kebab, jambon-beurre |                  | Korte film    |
| 2004 | ne quittez pas!                       |                  |               |
| 2004 | Dans tes rêves                        |                  |               |
| 2006 | Ne le dis à personne                  | Bruno's vriend   |               |
| 2006 | Beyond the Ocean                      | Olga             |               |
| 2006 | Paris, je t'aime                      | Sara             |               |
| 2006 | Girlfriends                           | Shaheen          |               |
| 2006 | J'invente rien                        |                  |               |
| 2006 | Fragile(s)                            | Sara             |               |
| 2007 | Rumeurs, commérages, on dit que       |                  | Korte film    |
| 2007 | La Solution                           |                  | Korte film    |
| 2008 | l"Heure d'été                         | persagent        |               |
| 2008 | Après l'océan                         | Olga             |               |
| 2008 | Orpailleur                            | Yann             |               |
| 2009 | Mensch                                | Helena           |               |
| 2010 | Les Petits Mouchoirs                  | Marie's vriendin |               |
| 2010 | Last Blood                            |                  | Korte film    |
| 2010 | Non Compliant Profile                 |                  | Korte film    |
| 2010 | The Marquis                           |                  |               |
| 2013 | Une Ideé en l'air                     |                  | Korte film    |
| 2017 | Le poids des mensonges                | Luisa Castelli   | televisiefilm |
| 2018 | Un mensonge oublié                    | Carole Levasseur | televisiefilm |

### Televisieseries
| Jaar              | Titel                                  | Rol                | Opmerkingen                       |
| ----------------- | -------------------------------------- | ------------------ | --------------------------------- |
| 2001, 2003        | Police district                        | Julie              | seizoen 1 en 3                    |
| 2001              | Maigret                                | Jojo               | 1 aflevering                      |
| 2003              | Par amour                              | Maria              | televisiefilm                     |
| 2005              | Disparition                            | Karine             | televisiefilm                     |
| 2005              | Le Proc                                | Virginie Desplat   | 1 aflevering                      |
| 2006              | Les Tricheurs                          | Sophie             | 3 afleveringen                    |
| 2006              | Les bleus: premiers pas dans la police | Mathilde Forestier | 1 aflevering                      |
| 2006              | Les Secrets du volcan                  | Jasmine Mahé       | 4 afleveringen                    |
| 2006–2007         | P.J. (C.I.D.)                          | Estelle            | 9 afleveringen                    |
| 2007              | Merci, les enfants vont bien!          | Jeanne             | 4 afleveringen                    |
| 2008              | La Veuve tatouée                       | Sylvie             | televisiefilm                     |
| 2008              | Les tricheurs                          | Sophie Devailly    | 3 afleveringen                    |
| 2009              | Pigalle, la nuit                       | Fleur              | 8 afleveringen                    |
| 2011              | Caïn                                   | Barbara Simon      | 2 afleveringen                    |
| 2011              | Signature                              | Hélène             | 5 afleveringen                    |
| 2011              | Insoupçonnable                         | Julie              | televisiefilm                     |
| 2013–2014         | Détectives                             | Nora Abadie        | 16 afleveringen                   |
| 2011–2015 en 2021 | Death in Paradise                      | Camille Bordey     | seizoen 1-4 en 10 30 afleveringen |
| 2015              | American Odyssey                       | Serena             | 3 afleveringen                    |
| 2015              | The law of Alexandre                   | Sonia Dubois       | 1 aflevering                      |
| 2017              | Capitaine Marleau                      | Irène Ruff         | 3 afleveringen                    |
| 2018              | Father Brown                           | Lisandra Flambeau  | 1 aflevering                      |
| 2018-2019         | Alexandra Ehle                         | Diane Dombres      | 4 afleveringen                    |
| 2020              | Sam                                    | Déborah            | 2 afleveringen                    |